# Drosera allantostigma
Drosera allantostigma ist eine fleischfressende Pflanzenart aus der Gattung Sonnentau. Sie gehört zu den Zwergsonnentauen und wurde im Mai 2007 als Art beschrieben.

## Beschreibung
Drosera allantostigma ist eine kleine, ausdauernde, krautige Pflanze mit feinem, faserförmigen Wurzelwerk. Die rosettenförmig wachsende Art erreicht einen Durchmesser von 1 bis 2 cm und eine Höhe von bis zu 8 mm.
Die Blattstiele sind annähernd linear, sich leicht verjüngend, im Querschnitt stark abgeflacht-eiförmig, 3,5 bis 6 mm lang, 0,75 bis 0,7 mm breit, am äußersten Punkt auf 0,3 bis 0,4 mm verjüngt und mit zahlreichen, winzigen Drüsen besetzt. Die Blattspreiten sind elliptisch bis verkehrt eiförmig, 1,5 bis 2,5 mm lang und 1 bis 2 mm breit. Am Ansatz sind die Blätter grün, zum Ende hin werden sie rötlich.
Die aus Nebenblättern gebildete, mit Härchen besetzte Knospe ist breit eiförmig, gefranst, 4 bis 7 mm hoch und 3,5 bis 4 mm im Durchmesser. Das einzelne Nebenblatt ist 3,5 bis 4,5 mm lang und 3 bis 4 mm breit und dreilappig. Der Mittellappen ist in drei Abschnitte geteilt, jedes mit zwei bis drei Fransen, die seitlichen Lappen haben an den inneren Rändern vier Fransen. 
Die Blütenstandsachse ist mit Blütenstand 4 bis 8 cm, ohne 3 bis 5,5 cm lang und spärlich mit kurzgestielten Drüsen besetzt. Der Blütenstand ist ein Wickel, die Blütenstiele sind zur Blütezeit 5 bis 6 mm, bei reifen Früchten bis zu 1 cm lang. Die Tragblätter sind ahlenförmig und mit Drüsenhaaren besetzt.
An den Blütenständen stehen zwölf bis zwanzig Blüten. Die 1,7 bis 2,0 mm langen und 0,8 bis 1,0 mm breiten Kelchblätter sind eiförmig. Die keilförmig bis verkehrt eiförmigen Kronblätter sind weiß mit rosafarbiger Mittelrippe, 3,5 bis 4,5 mm lang und 2,5 bis 2,8 mm breit. 
Die Staubbeutel sind weiß, die Pollen orange. Der Fruchtknoten ist verkehrt eiförmig, 0,8 mm lang und mit 0,9 mm Durchmesser. Die drei bis vier Narben sind wurstförmig und kastanienrot.
Die im Zentrum gebildeten Brutschuppen sind annähernd rund, am Ansatz zweigelappt, am Ende abgeflacht, 1 mm lang, 0,9 mm breit und 0,5 mm dick.

Verbreitung von D. allantostigma in Australien

## Verbreitung, Habitat und Status
Von Drosera allantostigma sind nur wenige Populationen in einem Umkreis von 10 Kilometern um den Fundort des Typusexemplars nördlich des Hill River im Südwesten von Western Australia bekannt. Sie gedeiht dort auf Lehm-, Sand- oder Torfsandböden am Rande winterfeuchter Senken.
Die Art ist in Western Australia aktuell als Priority One eingestuft, eine Stufe für Taxa, die wenig bekannt und selten sind und bei denen von einer aktuellen Gefährdung ausgegangen wird.

## Systematik
Drosera allantostigma wurde ursprünglich 1992 als Unterart von Drosera nitidula eingestuft und erst 2007 im Rahmen einer Revision des Drosera nitidula-Komplexes als eigenständige Art beschrieben. 
Drosera allantostigma ist ein Zwergsonnentau und gehört als solcher zur Sektion Bryastrum in der Untergattung Drosera. Die am nächsten verwandte Art ist Drosera omissa, mit der Drosera allantostigma in der Natur hybridisiert.
Der Name "allantostigma" leitet sich aus dem Lateinischen ab und bedeutet "wurstförmige Narbe" (allantoideus = wurstförmig; stigma = Narbe).
Weiterhin bestehen in der Natur Hybriden mit Drosera omissa, die nördlich von Cataby in der Hill River Region gefunden wurden. Südlich von Pingelly wurde eine Hybride gefunden, die sich später als Kreuzung zwischen Drosera nitidula und Drosera omissa herausstellte.